# ابن ليون التجيبي
أبو عثمان سعد بن أحمد بن إبراهيم بن ليون التجيبي، من علماء الأندلس وأدبائها المتقدمين، وُلد بالمرية في عام «681 هـ - 1282م» ونشأ بها ولم يخرج منها، وتوفي فيها شهيداً بالطاعون.

## نتاجه العلمي
له أكثر من مئة مصنف، منها في الهندسة والفلاحة، ومنها:
- كتاب «كمال الحفاظ» في المواعظ
- «أنداء الديم» في الحكم
- «لمح السحر من روح الشعر» اختصر به كتاب روح الشعر لمحمد بن أحمد بن الجلاب الفهري الشهيد، وفي خزانة الرباط (النصف الثاني من 1212 كتاني)
- «النخبة العليا من أدب الدين والدنيا» اختصر به كتاب الماوردي
- «الإنالة العلمية» اختصر به رسالة في أحوال فقراء الصوفية المتجددين لعلي بن عبد الله الششتري، وصحح بعض ما فيه من الأحاديث وفسر المبهم من معانيه
- «الأبيات المهذبة في المعاني المقربة»
- «نصائح الأحباب وصحائح الآداب»
- «بغية الموانس من بهجة المجالس وأنس المجالس»

وكذلك اختصر كثيراً من الكتب، وشعره كله حكم وعظات، وفيه كثير مما هو دائر على ألسنة المتأدبين.

## وفاته
توفي مريضاً بالطاعون في عام 750هـ - 1350م في المرية بالآندلس.